# 巴尼亚尼-迪罗马涅
巴尼亚尼-迪罗马涅（義大利語：Bagnara di Romagna），是意大利拉韦纳省的一个市镇。总面积10.02平方公里，人口2250人，人口密度224.6人/平方公里（2009年）。ISTAT代码为039003。